# 宇部駅
宇部駅（うべえき）は、山口県宇部市西宇部南四丁目にある、西日本旅客鉄道（JR西日本）・日本貨物鉄道（JR貨物）の駅である。

## 概要
宇部市の市名を称する駅であるが、当駅は市の中心市街地から北西に5kmほど離れた場所に位置している。宇部線の国有化後、旧宇部鉄道のターミナル駅であり中心市街地にある宇部新川駅が「宇部駅」に、当駅が「西宇部駅」に改称されたが、山陽本線の電化時に特急停車駅である当駅を宇部駅とするよう宇部商工会議所が要請し、元の名称に戻された経緯がある。
乗降客数は1981年度（昭和56年度）時点で当駅より宇部新川駅の方が上回っていたが、1992年度（平成4年度）時点で当駅が上回っており、以降同様に推移している。

### 乗り入れ路線
山陽本線を所属線としており、宇部線を加えた2路線が乗り入れている。当駅は宇部線の終点であるが、一部の宇部線列車は山陽本線下関方面へ直通する。
かつては前述の宇部鉄道に加えて、旧楠町とを結ぶ船木鉄道が当駅を始発駅とし、3社局の乗り入れる駅であった。1943年（昭和18年）の宇部鉄道国有化、1961年（昭和36年）の船木鉄道廃線を経て日本国有鉄道の単独駅となり、国鉄分割民営化によりJR西日本に引き継がれている。

## 歴史

### 年表
- 1910年（明治43年）7月1日：鉄道院山陽本線の船木駅（現・厚東駅） - 小野田駅間に宇部駅として開業[2]。旅客・貨物の取扱を開始[2]。
- 1914年（大正3年）1月9日：宇部軽便鉄道が宇部新川駅まで開業[10]。
- 1916年（大正5年）9月16日：船木軽便鉄道が船木町駅まで開業。
- 1919年（大正8年）2月4日：船木軽便鉄道が船木鉄道に社名変更。
- 1921年（大正10年）12月21日：宇部軽便鉄道が宇部鉄道に社名変更[10]。
- 1943年（昭和18年）5月1日：宇部鉄道が国有化され、当駅を含む区間は宇部東線となる[10]。同時に西宇部駅（にしうべえき）に改称[2]、宇部東線の宇部新川駅が宇部駅に改称[10]。
- 1947年（昭和22年）12月3日：昭和天皇の戦後巡幸。西宇部駅 - 三田尻駅間にお召し列車が運行[11]。
- 1948年（昭和23年）2月1日：宇部東線が宇部線に改称[10]。
- 1961年（昭和36年）11月19日：船木鉄道線が全線廃止。
- 1964年（昭和39年）10月1日：宇部駅に再改称[2][10]。先行して宇部線の宇部駅が同年9月15日に宇部新川駅に再改称した[10]。

- 1986年（昭和61年）
  - 4月1日：総工費1億1600万円をかけて新駅舎完成[12]。鉄骨平屋建ての駅舎に改築される[12]。記念切符も発売された。
  - 11月1日：荷物扱い廃止[2]。
- 1987年（昭和62年）4月1日：国鉄分割民営化により、西日本旅客鉄道（JR西日本）・日本貨物鉄道（JR貨物）の駅となる[10]。
- 2009年（平成21年）10月24日：住居表示の実施に伴い、所在地表示が現行のものになる[13]。
- 2020年（令和2年）3月31日：2018年7月より進められていた、バリアフリー整備工事が一部を除き完了。同日よりエレベーター付きの跨線橋の供用開始[14]。
- 2021年（令和3年）
  - 2月28日：みどりの窓口の営業を終了[15]。
  - 3月1日：みどりの券売機プラスが稼働開始[15]。
- 2023年（令和5年）4月1日：山陽本線でICカード「ICOCA」の利用が可能となる。[16][17]。

## 駅構造
旅客駅としては3面6線の構造を持つ地上駅。駅舎に面した単式ホーム（1番のりば）と2面の島式ホーム（3・4番のりば、5・6番のりば）に加えて、単式ホーム厚東寄りの線路反対側を切り欠いたホーム（0番のりば）がある。各ホームは跨線橋で連絡している。管理駅長が配置された直営駅で、みどりの券売機プラスが設置されている。

### のりば
| のりば | 路線      | 方向 | 行先             | 備考                                                     |
| ------ | --------- | ---- | ---------------- | -------------------------------------------------------- |
| 0・1   | ■宇部線   | -    | 宇部新川方面     | 厚狭方面からの直通は1番線のみ                            |
| 3・4   | ■山陽本線 | 下り | 厚狭・下関方面   | 宇部新川方面からの直通は1番線。6番のりばは一部列車が使用 |
| 5・6   | ■山陽本線 | 上り | 新山口・徳山方面 | 6番のりばは一部列車が使用                                |

- 2番のりばはホームのない中線である。

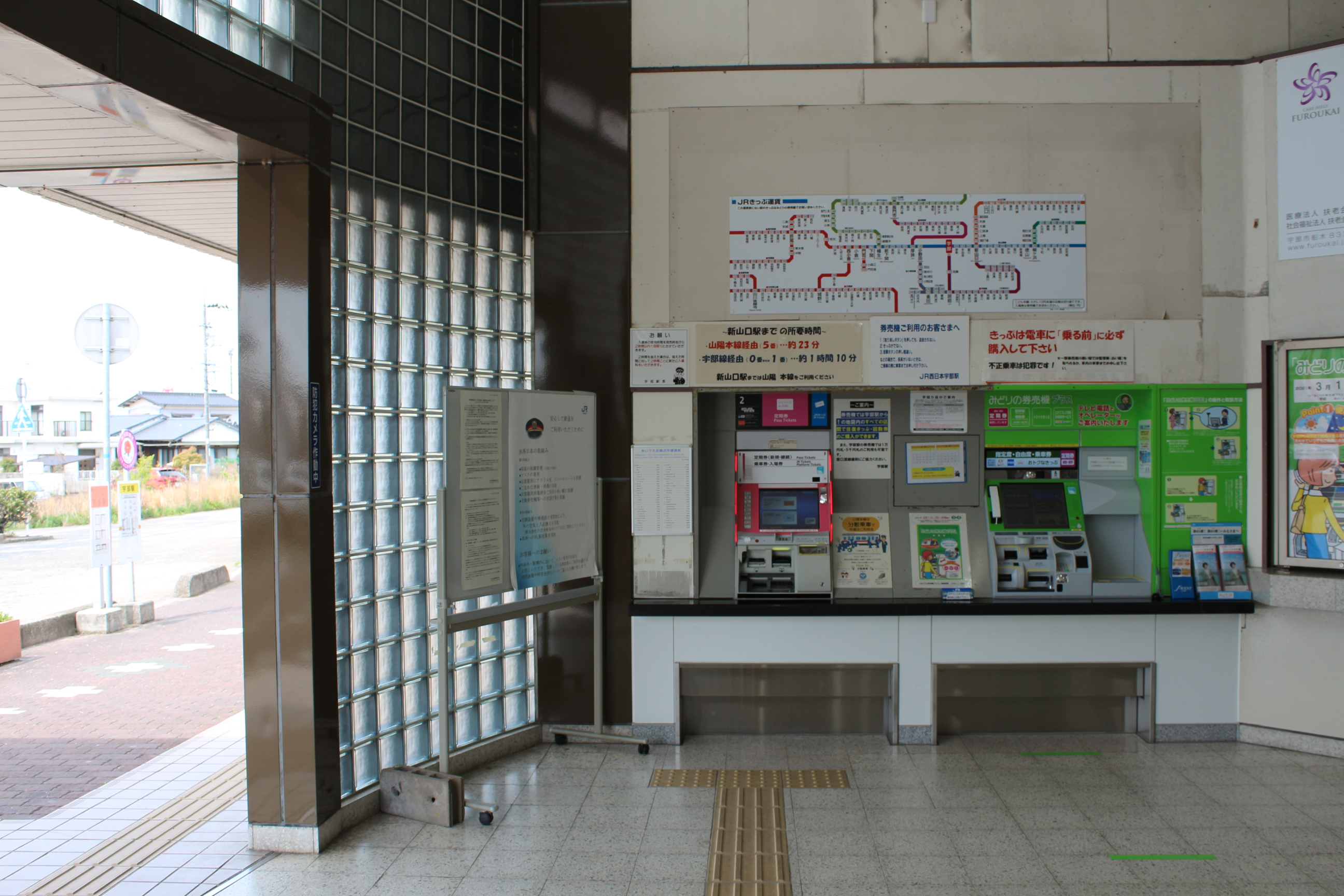
券売機（2021年4月）
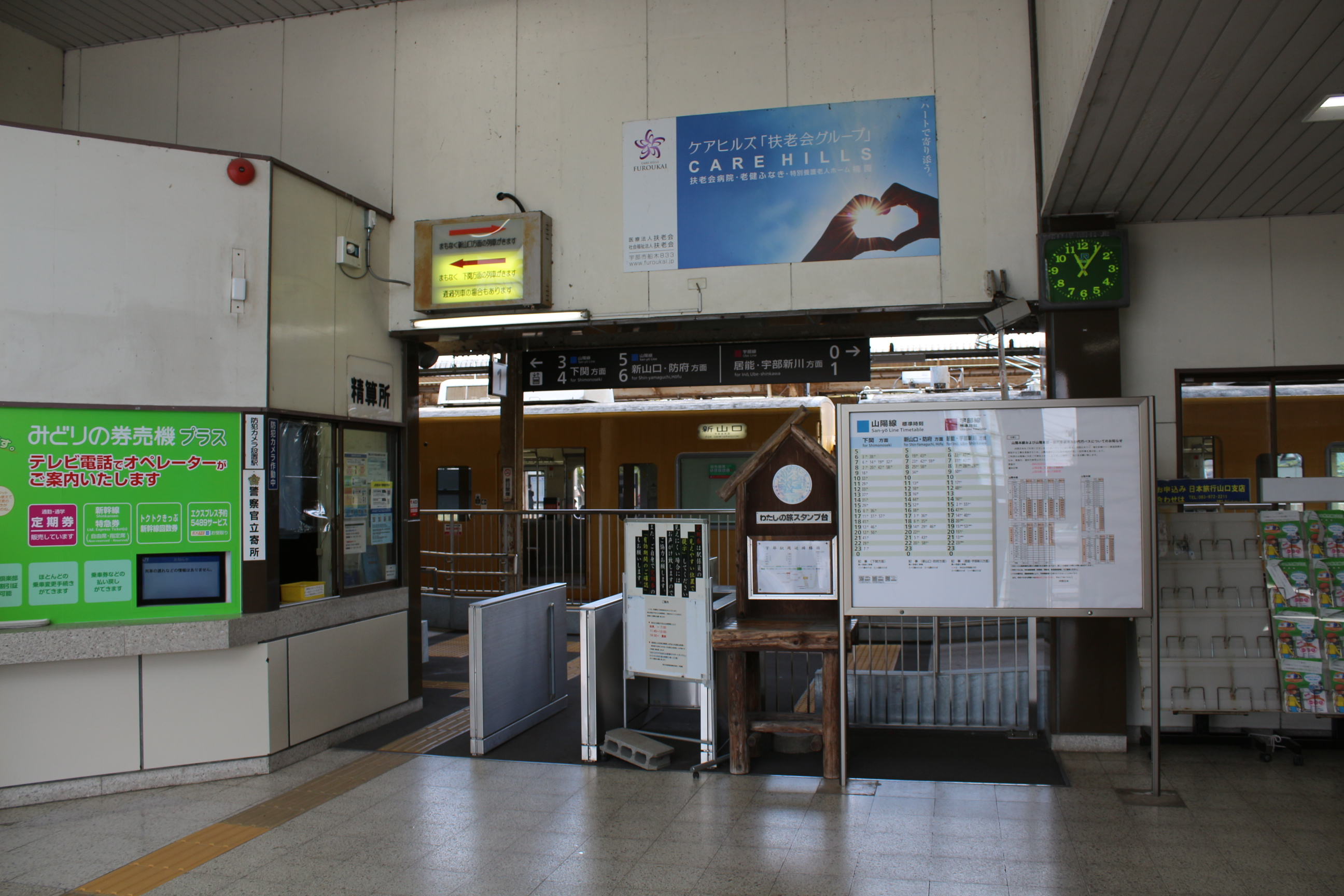
改札口（2021年4月）
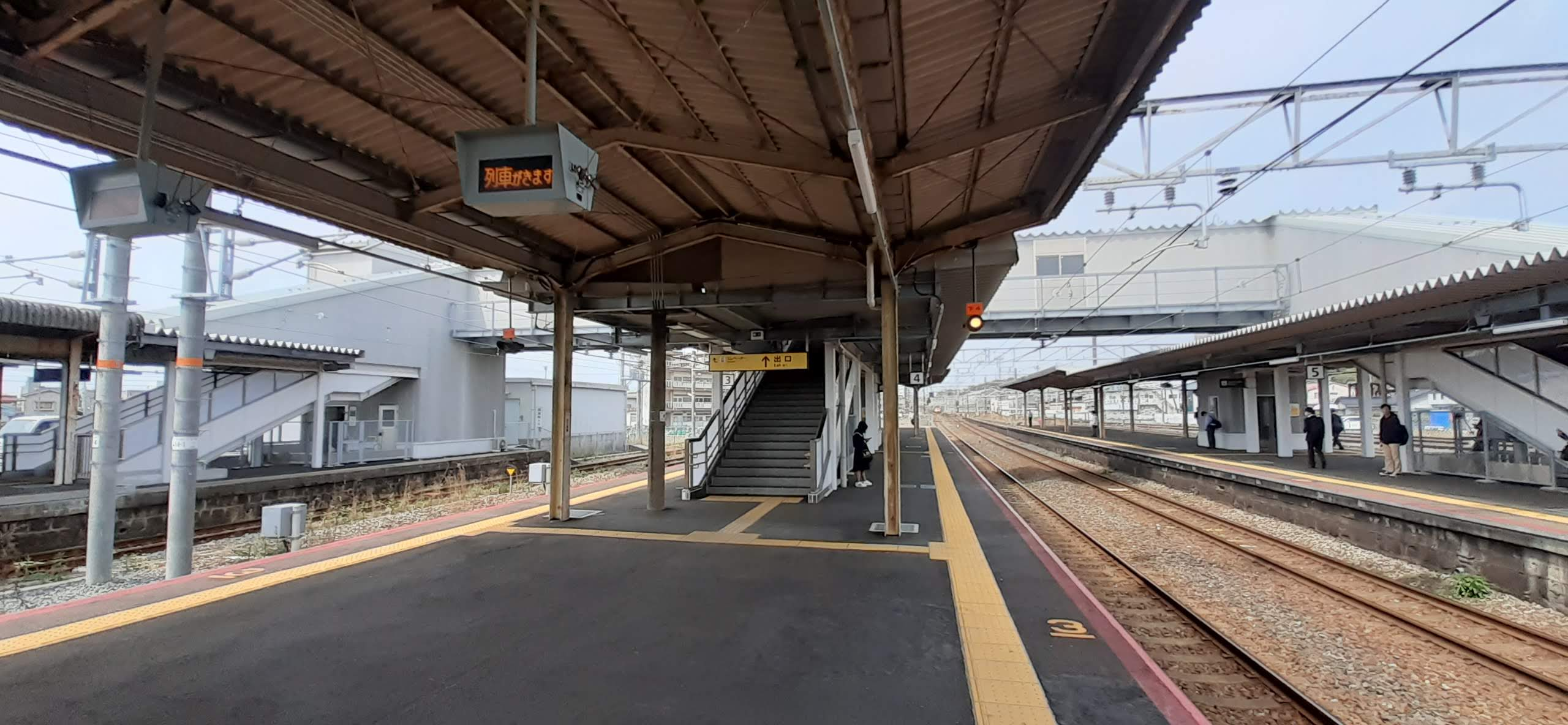
エレベーター付きの跨線橋
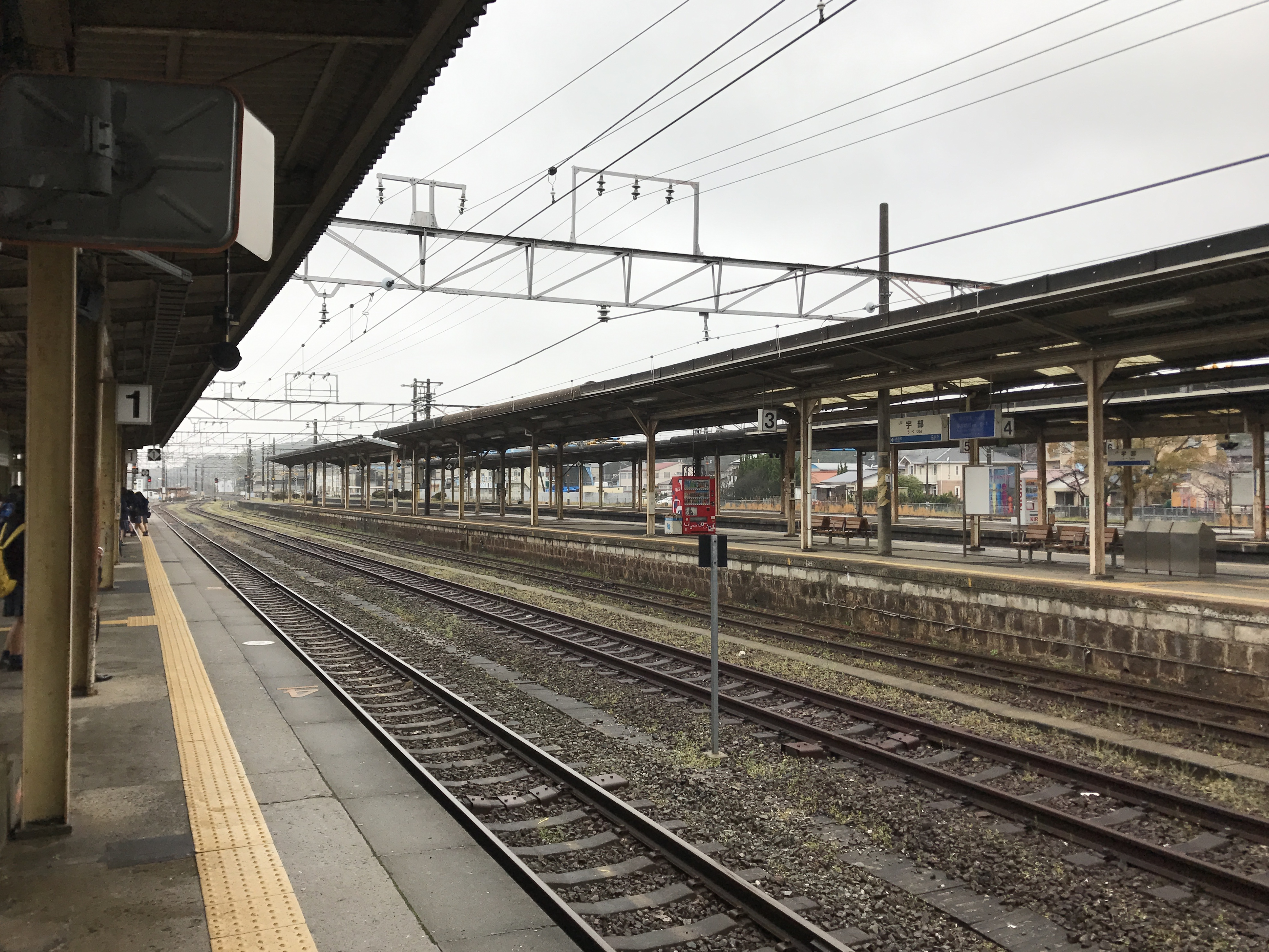
ホーム（2017年4月）

### 駅構内
- みどりの券売機プラス

みどりの窓口はみどりの券売機プラスの稼働に伴い、2021年(令和3年)2月で閉鎖された。
- 味一（うどん店）

2014年5月までは「鬼笑亭」だった。

### 貨物駅
JR貨物の貨物駅は、旅客駅南口の西側に位置する。
取扱貨物
- コンテナ貨物
  - 12 ftコンテナ、20 ft大型コンテナを取り扱う
- 産業廃棄物・特別産業廃棄物の取扱許可を得ている。

駅構造
- 2面のコンテナホーム、2本の荷役線、その他数本の側線を有する。
- 営業窓口であるJR貨物宇部営業所を併設する。

## 利用状況
1日の平均乗車人員は以下の通りである。
| 乗車人員推移 | 乗車人員推移 |
| 年度         | 1日平均人数  |
| ------------ | ------------ |
| 1999         | 2,230        |
| 2000         | 2,127        |
| 2001         | 2,067        |
| 2002         | 1,994        |
| 2003         | 1,912        |
| 2004         | 1,916        |
| 2005         | 1,922        |
| 2006         | 1,896        |
| 2007         | 1,897        |
| 2008         | 1,867        |
| 2009         | 1,819        |
| 2010         | 1,862        |
| 2011         | 1,828        |
| 2012         | 1,824        |
| 2013         | 1,867        |
| 2014         | 1,839        |
| 2015         | 1,909        |
| 2016         | 1,904        |
| 2017         | 1,920        |
| 2018         | 1,850        |
| 2019         | 1,783        |
| 2020         | 1,483        |
| 2021         | 1,481        |
| 2022         | 1,521        |

## 駅周辺
1960年代までは駅周辺に競馬場や映画館などの娯楽施設も立ち並んでいたが、炭鉱の閉山とともに衰退し、周囲は住宅地を中心とし近隣に商業施設が立地する閑静な地域となった。駅周辺は交通量に対して幅員の狭い道路が多く、通過交通と生活交通の輻輳により頻繁に渋滞が発生している。
前述の通り当駅は"西宇部駅"を称していたことがあり、宇部駅に駅名を復した後も「宇部市の西部に位置する駅」であることなどから、地元では当駅及び周辺の地域を指して「西宇部」と呼ぶことがある。下記の主な施設・企業を見ても分かるように周辺には宇部駅に駅名を復した後にできた施設でも西宇部を称したものも多い。
地名としての「西宇部」は小学校の校区名を除き存在しなかったが、2009年（平成21年）以降周辺地域に住居表示が導入され、同年10月24日に当駅を含む山陽本線以南の地域について「西宇部南」（一丁目 - 四丁目）、2011年（平成23年）5月28日にJR山陽本線以北の地域について「西宇部北」（当初は一丁目 - 四丁目。同年10月29日に五丁目 - 七丁目が追加。）がそれぞれ正式な地名となった。なお、住居表示導入前の当駅所在地は「宇部市大字際波1253番地」であった。
| - 宇部市厚南市民センター - 隣保館厚南会館 - 宇部鴻城高等学校 - 山口県立宇部西高等学校 - 山口県立宇部商業高等学校 - 宇部市立西宇部小学校 - 宇部市立厚南小学校 - 山口県企業局厚東川工業用水道事務所 - 宇部駅前郵便局 - 宇部警察署宇部駅前交番 | - 専門学校YICリハビリテーション大学校 - おくりもの乃店幸屋宇部駅前店（老舗の土産物店） - フジ西宇部（複合型ショッピングセンター） - ダイソー フジ西宇部店 - アルク西宇部店 - ウエスタまるき西宇部店 - 明石被服興業宇部工場 - 山口県道29号宇部船木線 - 山口県道215号宇部停車場線 - スーパーセンタートライアル際波店 | - 宇部ステーションホテル - まなべ旅館 - 山口銀行西宇部支店 - 西中国信用金庫西宇部支店 - 山口県信用組合西宇部支店 |

## バス路線
| 運行事業者                                | 方面             | 系統・行先                                                                                              |
| ----------------------------------------- | ---------------- | --- |
| 宇部市営バス                              | 宇部新川方面     | W1・W4・W6・W7：常盤町二丁目 W3・W5：八王子（フジグラン宇部） 54・55：小羽山（宇部西高入口 / 宇部新川駅 |
| 宇部市営バス                              | 西ヶ丘・厚東方面 | W4・W5：木田 61：西ヶ丘                                                                                 |
| 宇部市営バス                              | 長沢方面         | 62：黒石（ゆめタウン宇部）/ 日赤前                                                                      |
| 船鉄バス                                  | 宇部新川方面     | 宇部中央・宇部市役所前                                                                                  |
| 船鉄バス                                  | 際波台方面       | 際波台・船木（旧楠町の中心部）                                                                          |
| 宇部市コミュニティタクシー 「なでしこ号」 |                  | 光ヶ丘 / 春日町                                                                                         |

## 隣の駅
西日本旅客鉄道（JR西日本）
■山陽本線
厚東駅 - 宇部駅 - 小野田駅
■宇部線
岩鼻駅 - （際波信号場） - 宇部駅

### かつて存在した路線
船木鉄道
船木鉄道線
西宇部駅（廃止時） - 有帆駅